# 인터넷 바둑
인터넷 바둑은 인터넷에서 바둑을 두는 것을 말한다. 주로 다른 사람들과 바둑 대국을 할 수 있는 앱으로 인터넷 바둑을 많이 둔다.

## 같이 보기
- 타이젬
- 바둑
- 한큐 바둑